# Bandera, Texas
Bandera är en ort i den amerikanska delstaten Texas med en yta av 3 km² och en folkmängd som uppgår till 957 invånare (2000). Bandera är administrativ huvudort i Bandera County. Orten bosattes på 1850-talet av mestadels polska invandrare och är ett av de äldsta polska samhällen i USA. Indianer bodde på området innan orten Bandera grundades. 
Det avslutande spåret, en instrumentallåt, på Willie Nelsons album Red Headed Stranger, heter Bandera.